# アクロス小幡
アクロス小幡 （アクロスおばた） は、愛知県名古屋市守山区小幡南にある市街地再開発地区である。

## 概要
名鉄瀬戸線 小幡駅の北口駅前一帯を再開発し、駅前広場や駐輪場・公共駐車場などの交通関連施設の整備と、守山区の中心地にふさわしい市街地を形成することを目的とした再開発事業である。
「名古屋市守山市民小劇場」を含む狭義のアクロス小幡とその東側にある「アクロス小幡パーキング」、そして駅前広場を挟んで西側にある「アクロス小幡西館」の3館で構成されている。
施行面積は約1.2haである。

## 特徴
文化小劇場やデイサービスセンター、定住促進住宅、公共駐車場、駐輪場など市が運営に関与する施設が多いだけでなく、分譲マンションも市の外郭団体の名古屋市住宅供給公社が手掛ける等名古屋市が主導して開発が進められた。
駅前広場に面した1階部分は各種店舗や金融機関などが入居し、駅前らしい商業機能が整備
名古屋市守山文化小劇場が入居して区民の舞台･音楽活動の中心の一つとなっている
名古屋市社会福祉協議会の運営するデイサービスセンターの設置や車椅子対応エレベーターやスロープの設置によるバリアフリー化など福祉関連の施設整備を行っている。
分譲マンションと定住促進住宅の両方を設置し、幅広い市民の居住を促進している。

## 保留床の処分
名古屋市住宅供給公社が分譲したマンション部分は売却済みだが、店舗や金融機関･医療機関などが入居している商業施設部分は賃貸で運用している為、未売却となっている。
その為、保留床のうち売却済みは10,242m2に留まり、未売却が4,870m2となっていて、事業費の回収が遅れる結果となっている。
この点について行政監査では、「時の経過とともに通常その価値が下落していく」として、売却の遅れが「当初の売却予定額」との差を生み、損失が発生する恐れがあるとして、他の市街地再開発事業と共に早期売却を求められている。
なお、この保留床の賃貸事業は黒字と視察団などに説明しているが、以前入居していたスーパーが撤退するなど苦戦を強いられている。（ナフコ不二屋が出店し、比較的短期間でこの空き店舗は解消していたが令和5年3月14日にナフコ不二屋が撤退、閉店した。）

## 小幡駅前交通広場
2000年（平成12年）に完成したバスターミナルのある駅前広場で「アクロス小幡」と「アクロス小幡西館」、名鉄瀬戸線、瀬戸街道（愛知県道61号名古屋瀬戸線）に囲まれた場所に設置されている。
面積は約3,000m2である。

## 沿革
- 1978年（昭和53年） - 小幡地区居住環境整備事業調査でマスタープラン作成 。
- 1985年（昭和60年） - 再開発事業区域の拡大（約1.0ha→約1.2ha）。
- 1987年（昭和62年）度 - 「小幡駅前再開発協議会」の設立。
- 1991年（平成3年）度 - 小幡駅前第1種市街地再開発事業の都市計画決定。
- 1992年（平成4年）度 - 施行条例の設定。
- 1993年（平成5年）度 - 事業計画の決定。
- 1994年（平成6年）7月7日 - 権利変換計画の決定。
- 1996年（平成8年）度 - B街区施設建築物工事着手。
- 1998年（平成10年）度 - C街区施設建築物工事着手。
- 1999年（平成11年）4月24日 - B街区施設建築物工事完了。
- 1999年（平成11年）5月22日 - 駅舎建築物工事完了。
- 1999年（平成11年）度 - C街区施設建築物工事完了。
- 2000年（平成12年）度 - A街区施設建築物工事着手。
- 2000年（平成12年） - 駅前交通広場 完成。
- 2002年（平成14年）2月 - A街区施設建築物工事完了。

## 参照
- 小幡駅前第1種市街地再開発事業　名古屋都市センター（ウェブサイト）
- 都市・地域整備局所管市街地再開発事業 愛知県 都市・地域整備局（ウェブサイト）
- 第3章 交通と街づくりのバリアフリー化に関する取り組み事例　国土交通省（ウェブサイト）
- 駅周辺対策特別委員会視察 2006（ウェブサイト[リンク切れ]）
- 定期監査及び行政監査 監査対象 住宅都市局 財政局　名古屋市（ウェブサイト）